# Saqués
Saqués ist ein spanischer Ort in der Provinz Huesca der Autonomen Gemeinschaft Aragonien. Saqués gehört zur Gemeinde Biescas. Das Dorf in den Pyrenäen liegt auf 1081 Meter Höhe und ist seit den 1970er Jahren unbewohnt, da wegen des Stausees von Búbal die Bewohner umgesiedelt wurden.